# Latavio
Latavio Latvian Airlines (латис. Latvijas aviolīnijas) — латвійська авіакомпанія, що існувала з 1991 по 1996 рік. Базувалася в ризькому аеропорту. Льотний парк складався з літаків радянського виробництва.

## Історія
Компанія Latavio була утворена в 1991 році на основі Латвійського УЦА після розпаду радянського Аерофлоту. Підприємство належало уряду Латвійської Республіки, головний офіс розміщувався в Ризі за адресою Брівібас, 54. Станом на 1995 рік у компанії працювало 550 осіб. Рейси виконувалися в кілька міст Європи та країн колишнього СРСР. Після невдалої спроби приватизації компанія була визнана неплатоспроможною в жовтні 1995 року і фактично припинила діяльність у 1996 році. Остаточна юридична ліквідація підприємства відбулася в 2001 році.

## Флот

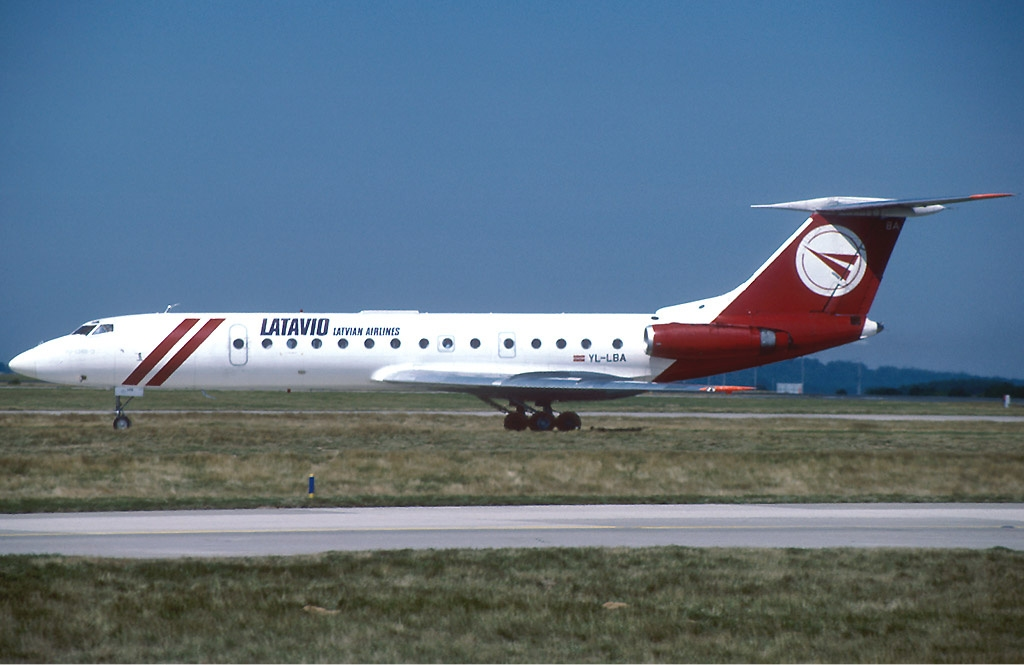
Ту-134Б-3 компанії Latavio

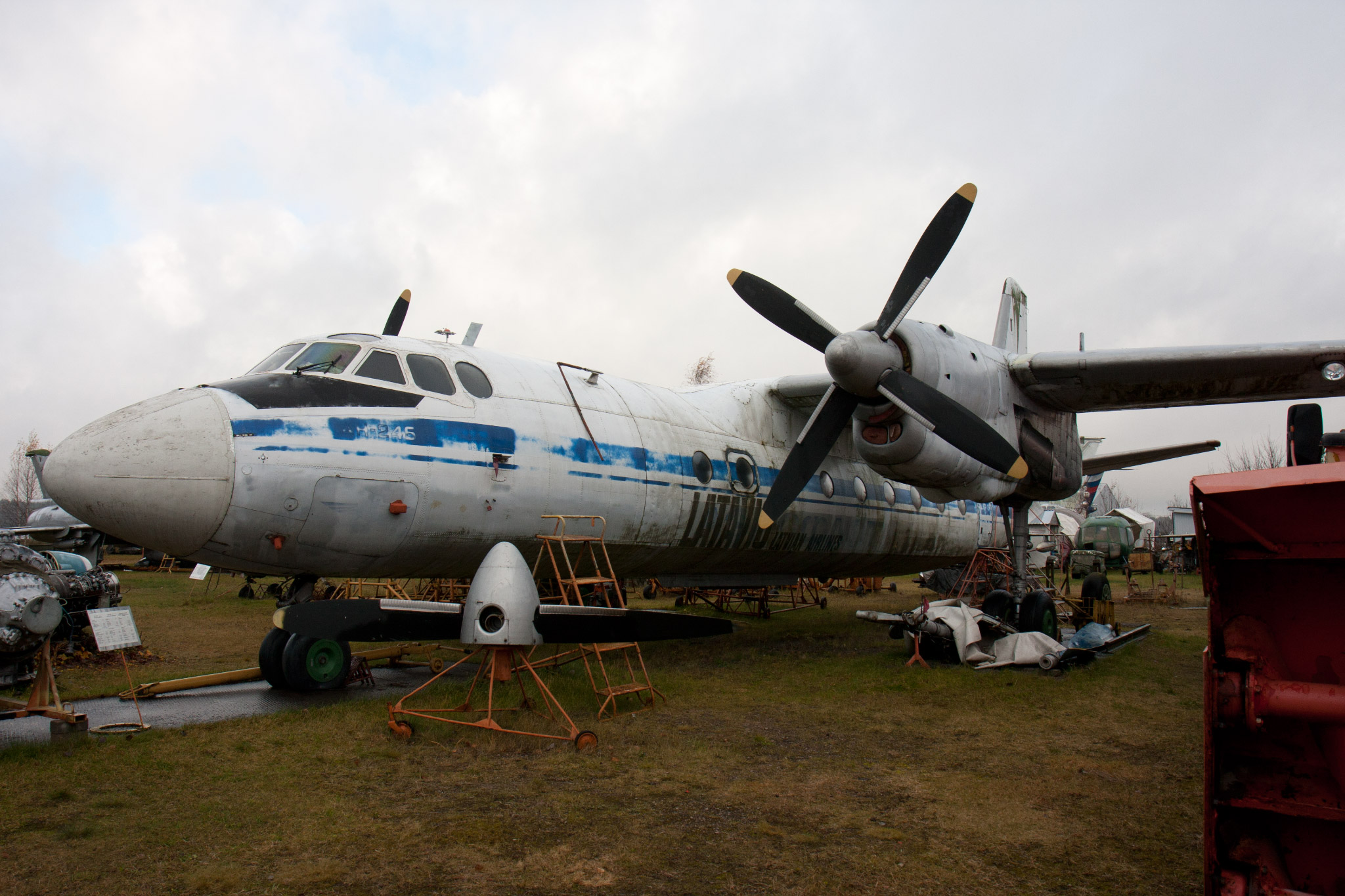
Ан-24Б в Ризькому музеї авіації

У складі авіапарку Latavio перебували реактивні літаки Ту-134 та Ту-154, турбоґвинтові Ан-24 та Ан-26, а також Ан-2 та вертольоти Мі-2.
| Тіп ПС | Рік введення | Рік виводу |
| ------ | ------------ | ---------- |
| Ан-2   | 1991         | 2000       |
| Ан-24  | 1992         | 1998       |
| Ан-26  | 1992         | 1996       |
| Мі-2   | 1992         | 1999       |
| Ту-134 | 1992         | 2000       |
| Ту-154 | 1991         | 1998       |

Кілька літаків було перефарбовано в нову ліврею компанії, інші мали стандартну колірну схему Аерофлоту з нанесеним на місце прапора СРСР прапором Латвії та маркуванням «Latavio Latvian Airlines» поверх написів та логотипів Аерофлоту.
Один із Ан-24Б компанії Latavio (бортовий номер YL-LCD, раніше СССР-46400) нині зберігається в Ризькому музеї авіації.
Ту-154Б-2 з регістрацією YL-LAD, у 1996 році проданий в Росію, під час служби в авіакомпанії Сибір зазнав катастрофи в результаті теракту.

## Напрямки
За свою історію компанія здійснювала рейси в цілому в 13 міст Європи і колишнього СРСР. У 1993 році регулярні рейси виконувались у 8 міст: